# Radio „Solidarność”

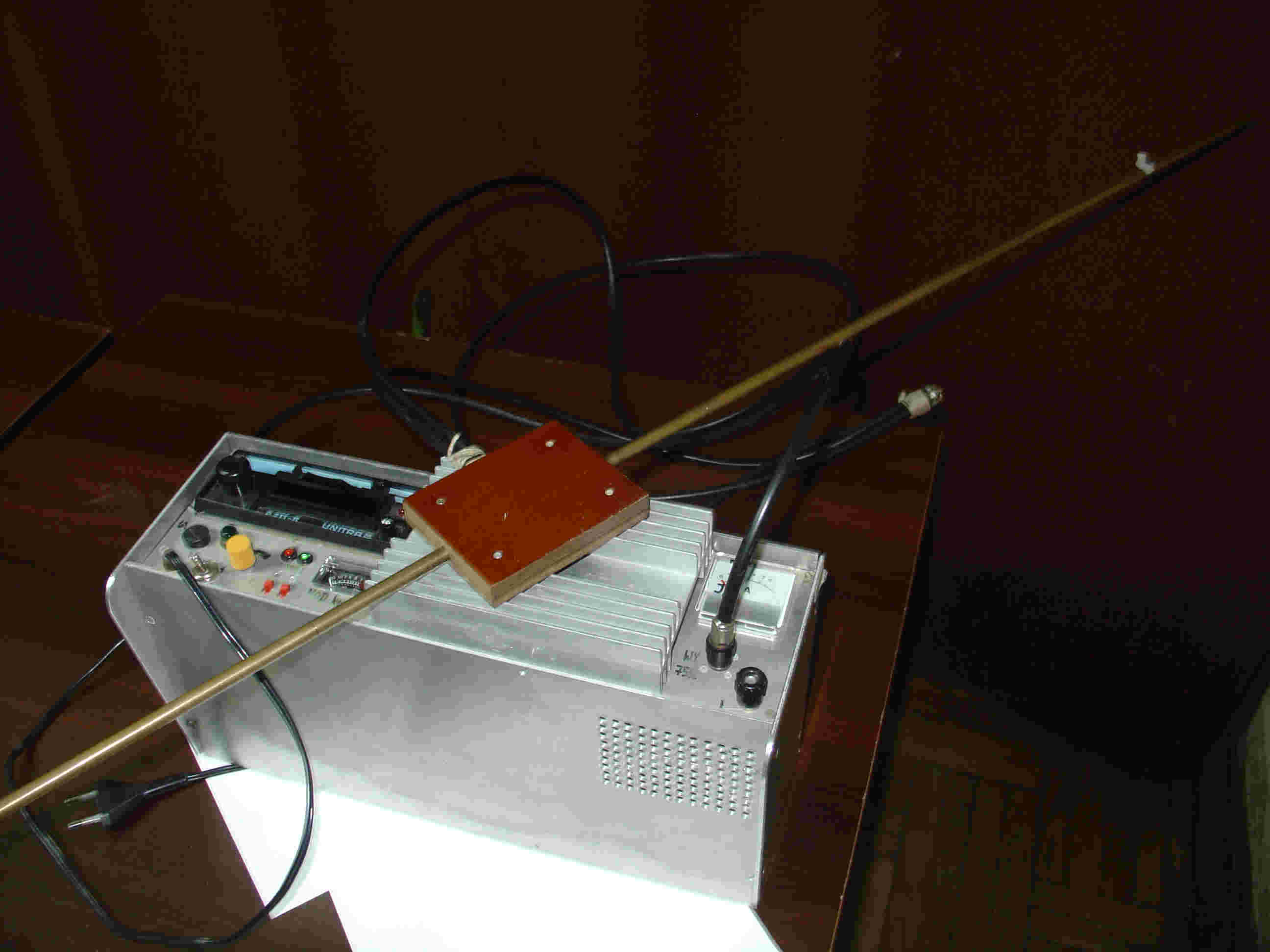
Berta – jeden z najbardziej udanych nadajników stosowanych przez Radio Solidarność

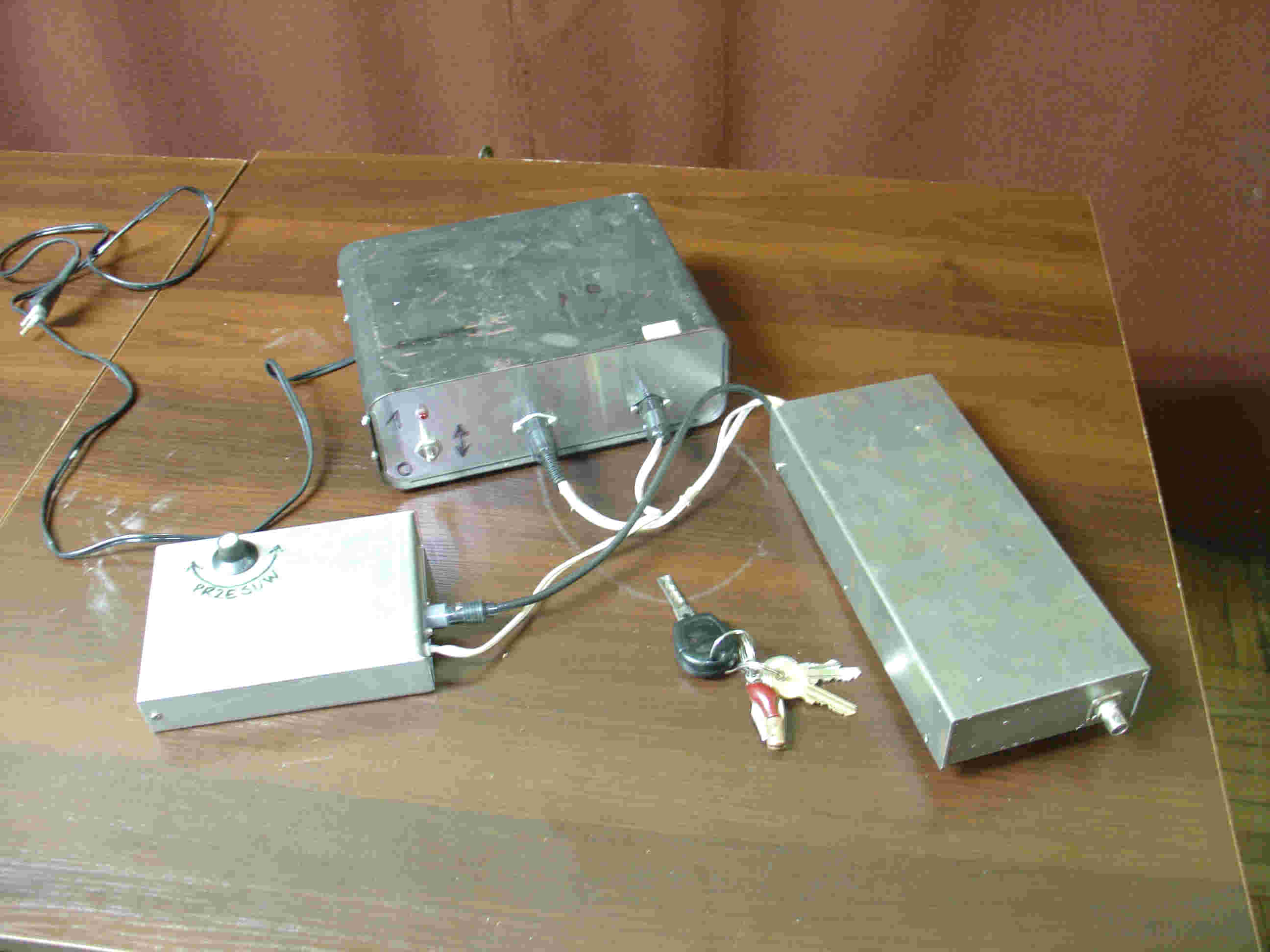
Nadajnik Bolek i Lolek

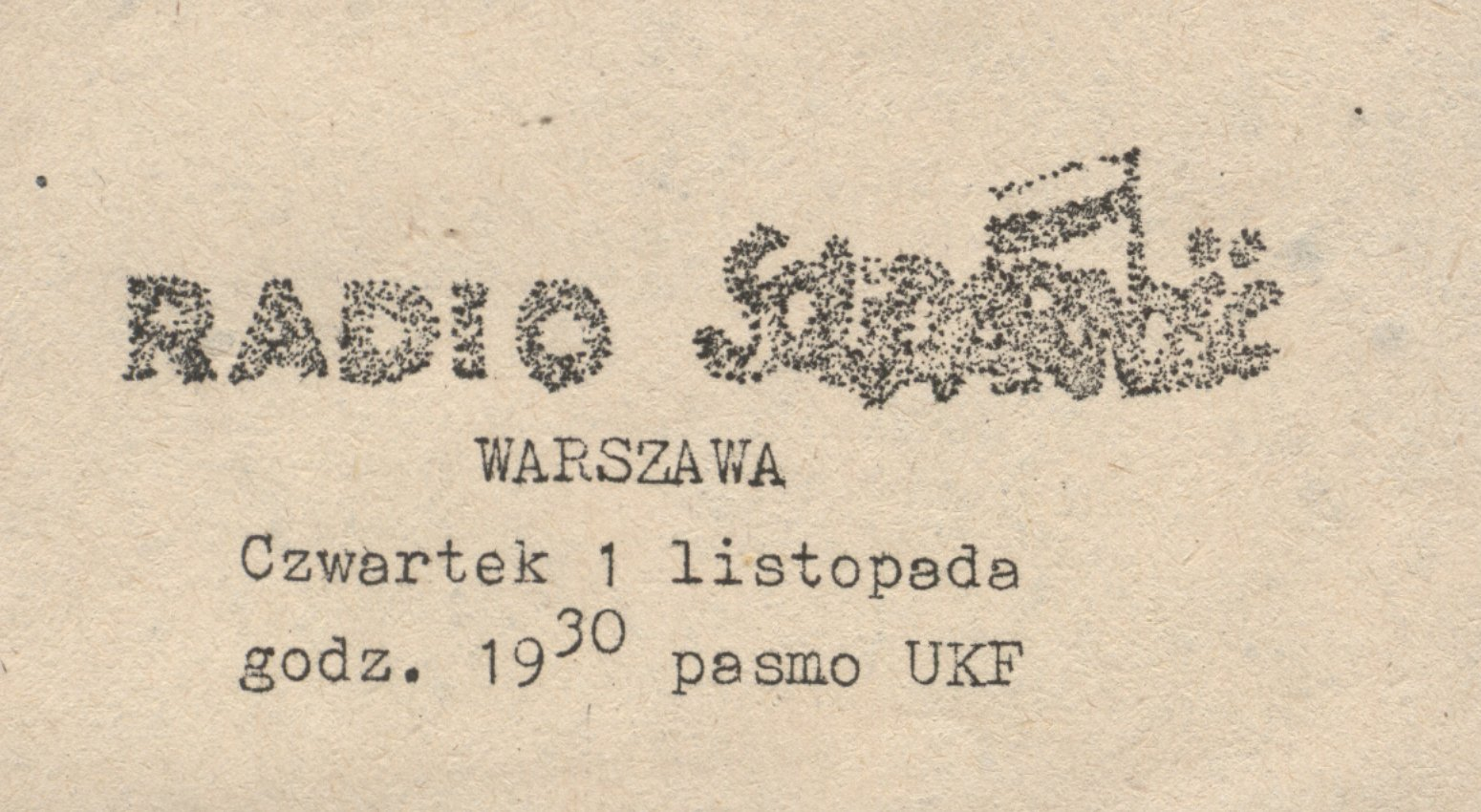
Ulotka informująca o zbliżającej się audycji Radia Solidarność – awers

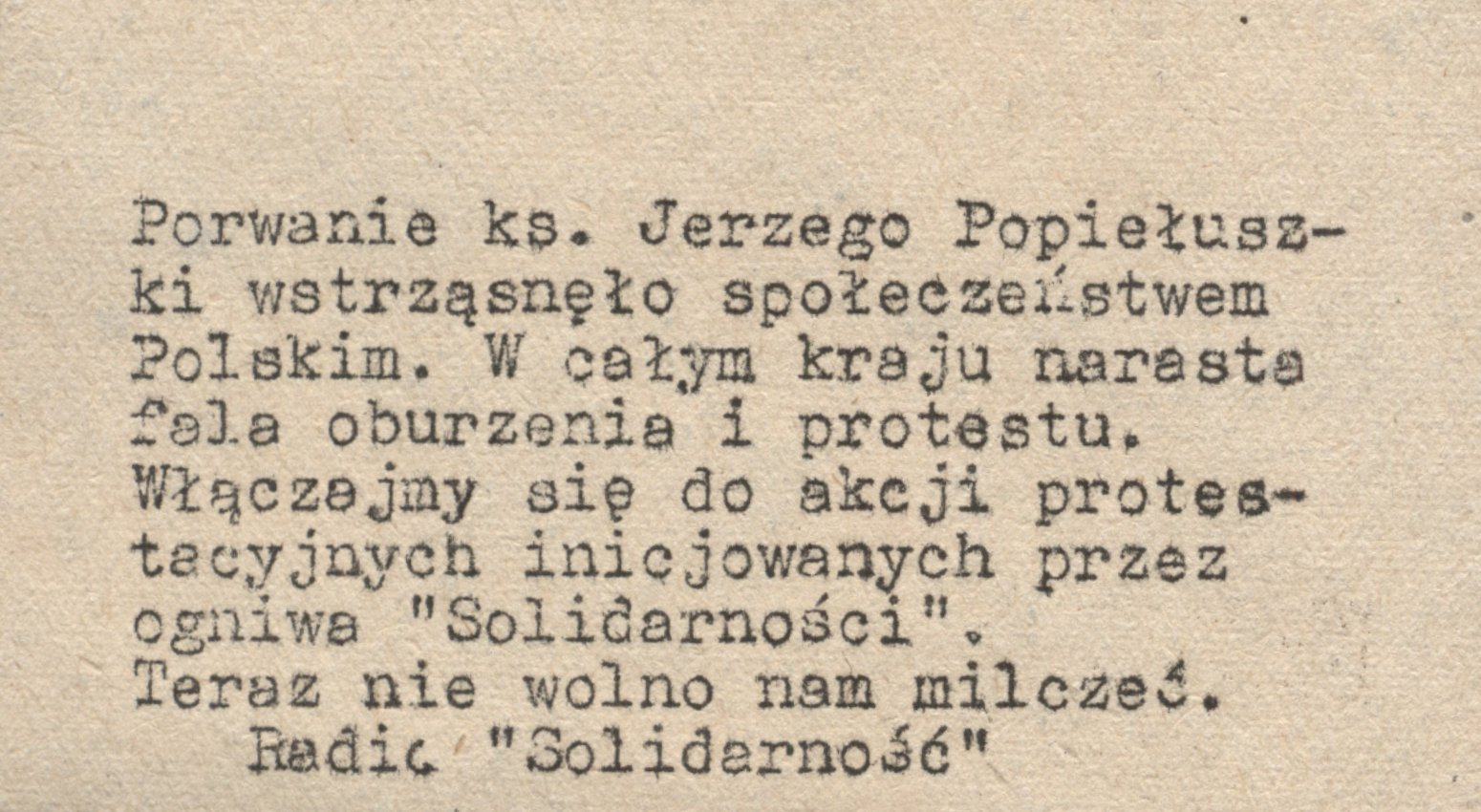
Ulotka informująca o zbliżającej się audycji Radia Solidarność – rewers

Radio „Solidarność” (Radio „S”) – podziemna stacja radiowa Niezależnego Samorządnego Związku Zawodowego „Solidarność” nadająca od 1982.
Pierwsza audycja miała miejsce w Warszawie 12 kwietnia 1982 o godzinie 21.00. Została nadana przez Janusza Klekowskiego i Marka Rasińskiego z dachu budynku przy ul. Grójeckiej 19/25 w Warszawie. Audycja wyemitowana została na falach UKF i trwała osiem i pół minuty.
W ciągu najbliższych kilku lat powstało wiele innych stacji, m.in. we Wrocławiu, Świdniku, Toruniu, Puławach. Tego typu inicjatywy miały głównie znaczenie psychologiczne (jako symbol oporu), natomiast miały niewielkie znaczenie informacyjne (grono słuchaczy było ograniczone do ludzi przygotowanych do odbioru w zapowiedzianym terminie i zapowiedzianym miejscu).

## Radio Solidarność w Regionie Małopolska
Podziemna działalność radiowa dostarczała podczas stanu wojennego niezależnych informacji Polakom, co wywoływało reakcję władzy komunistycznej. Służba Bezpieczeństwa podejmowała próby zagłuszania audycji radiowych i prowadziła intensywne śledztwa w celu wykrycia konspiracyjnych rozgłośni. Pierwszym solidarnościowym radiem w Polsce po wprowadzeniu stanu wojennego było Radio Wolna Polska w Krakowie, które nadawało w dniach 14−16 grudnia 1981.
Na terenie Krakowa powstało wówczas radio Solidarność, w ramach którego działali między innymi Stanisław Tyczyński – późniejszy twórca Radia RMF FM i Alvernia Studios oraz Wiesław Ciołkiewicz – konstruktor nadajników do transmisji, które samodzielnie umieszczał w różnych punktach miasta. Ciołkiewicz w ramach pracy opozycyjnej konstruował również wysokiej klasy nadajniki telewizyjne, które zakłócały fonię telewizji państwowej w godzinach nadawania reżimowego Dziennika Telewizyjnego czy filmów radzieckich.

## Radio Solidarność w Regionie Mazowsze

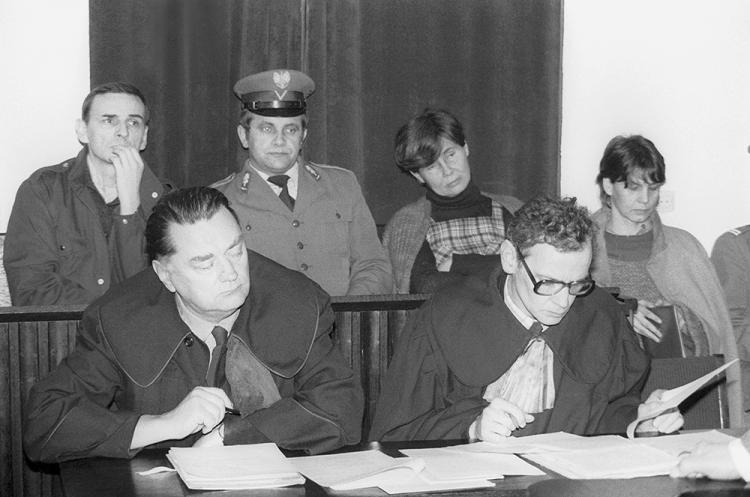
Proces Zbigniewa i Zofii Romaszewskich

Audycje zaczynały się od sygnału Radia „S” – motywu piosenki „Siekiera, motyka” nagranej na flecie prostym przez Janusza Klekowskiego i słów „tu Radio Solidarność”. Audycję czytali Zofia Romaszewska i Janusz Klekowski.
Używane m.in. były następujące nadajniki:
- „Gienia” – mały nadajnik nadający w paśmie UKF. Nadawał audycje z taśmy magnetofonowej. Musiał korzystać z zewnętrznego odtwarzacza kaset.
- Bolek i Lolek – nadajnik nadający w paśmie telewizyjnym. Nadawał wyłącznie obraz w postaci krótkiego napisu. Napisy były kodowane na specjalnej wymiennej kości EPROM. Pierwszy użyty napis brzmiał „Solidarność żyje”. Nadajniki tego typu bardzo często współpracowały z nadajnikami „Gienia”. Wówczas Bolek i Lolek nadawał napis „Włącz radio”, a chwilę później „Gienia” nadawała audycję radiową nagraną na taśmie magnetofonowej. Bolek i Lolek mieścił się w torbie noszonej na ramieniu.
- „Berta” – nadajnik nadający w paśmie telewizyjnym, zakłócający fonię. Nadawał audycję z taśmy magnetofonowej. Odtwarzacz kaset był wbudowany. Rozmiarem podobny do Bolka i Lolka.

Audycje Radia Solidarność nadawane były także z wykorzystaniem sprzętu nagłaśniającego m.in. przez Grupy Oporu „Solidarni” z wykorzystaniem tzw. „gadał”. Do najgłośniejszych akcji należały:
- 1 sierpnia 1982 – Cmentarz Powązkowski w Warszawie, audycja Radia Solidarność z przemówieniem Zbigniewa Bujaka z okazji rocznicy wybuchu powstania warszawskiego.
- lata 1984–1986 – teren Aresztu Śledczego na Rakowieckiej w Warszawie. Spektakularne audycje Radia Solidarność z okazji „tygodnia więźnia politycznego”.
- październik 1985 – Bar „Donald” Warszawa. Nieudana, niemalże samobójcza, akcja Grup Oporu „Solidarni” na rogu ul. Szpitalnej i Rutkowskiego. Ponieważ poprzedzona ona była ogłoszeniami w prasie i ulotkami, zapowiadającymi manifestację, na miejscu akcji doszło do silnej koncentracji funkcjonariuszy Służby Bezpieczeństwa. Esbecy udaremnili akcję i aresztowali kilku jej członków.

Ostatnią audycję warszawskiego Radia Solidarność nadano 22 czerwca 1989 r.
Po zwycięstwie Solidarności kilka stacji radiowych powoływało się na tradycje Radio Solidarność, m.in. Radio Eska. 24 listopada 2011 roku Andrzej Gelberg zapowiedział wznowienie nadawania audycji „Radia Solidarność” w Radiu Wnet.
Do działaczy Radia Solidarność należeli m.in.:
- Zbigniew Romaszewski
- Irena Zofia Romaszewska
- Janusz Klekowski – pierwszy spiker
- Anna Sudlitz
- Andrzej Gomuliński
- Andrzej Fedorowicz – twórca II Programu Radia „Solidarność”
- Andrzej Gelberg – kierownik III Programu Radia „Solidarność”